# Катастрофа Boeing 767 под Анауаком
Катастрофа Boeing 767 под Анауаком — авиационная катастрофа, произошедшая 23 февраля 2019 года около Анауака. Грузовой самолёт Boeing 767-375ER-BCF авиакомпании Atlas Air совершал плановый коммерческий рейс 5Y3591 (позывной — Giant 3591) в интересах авиакомпании Amazon Air по маршруту Майами—Хьюстон, но при заходе на посадку в пункте назначения перешёл в пикирование и рухнул в залив Тринити. Погибли все находившиеся на его борту 3 человека — оба пилота и 1 пассажир.

## Самолёт

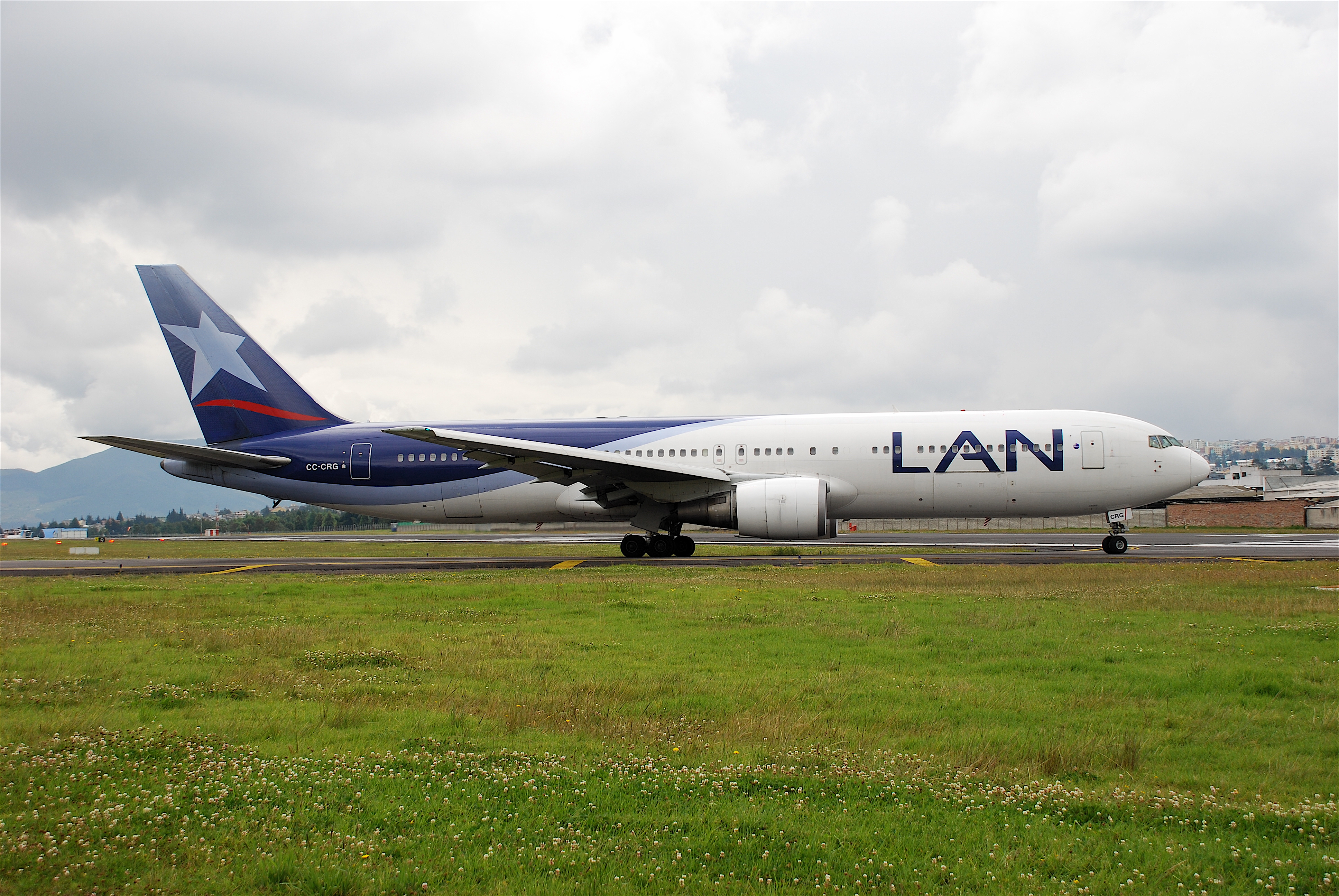
Разбившийся самолёт в 2008 году (в период эксплуатации в LAN Airlines)

Boeing 767-375ER (регистрационный номер N1217A, заводской 25865, серийный 430) был выпущен в 1992 году (первый полёт совершил 21 апреля под тестовым б/н N6063S). Первоначальным заказчиком самолёта (через лизинговую компанию GPA) была авиакомпания Canadian Airlines (он был уже зарегистрирован в ней под б/н C-GCAW), но вместо этого 4 ноября того же года поступил в авиакомпанию China Southern Airlines (борт B-2561). 1 января 1997 года был продан авиакомпании LAN Chile (с 23 июля 2004 года — LAN Airlines), в которой получил бортовой номер CC-CRG; от неё с 1 января 2009 года по 10 сентября 2010 года сдавался в лизинг авиакомпании LAN Argentina (борт LV-BTE). 27 января 2016 года был куплен авиакомпанией Atlas Air (в ней сменил три бортовых номера — N258CT, N631GT и N1217A), где был переделан из пассажирского в грузовой (Boeing 767-375ER-BCF) и стал использоваться для перевозки посылок в интересах авиакомпании Amazon Air; в августе 2018 года получил личное имя CustomAir Obsession. Оснащён двумя турбовентиляторными двигателями General Electric CF6-80C2B6F. На день катастрофы совершил 23 316 циклов «взлёт-посадка» и налетал 91 063 часа.

## Экипаж и пассажир
На борту самолёта находились 3 человека — 2 пилота и 1 пассажир.
Состав экипажа рейса 5Y3591 был таким:
- Командир воздушного судна (КВС) — 60-летний Рики Блэйкли (англ. Ricky Blakely), житель Индианы. Очень опытный пилот, проработал в авиакомпании Atlas Air 3 года и 5 месяцев (с 7 сентября 2015 года). Управлял самолётами Embraer ERJ-145 и Boeing 757. В должности командира Boeing 767 — с 25 августа 2018 года (до этого управлял им в качестве второго пилота). Налетал 11 172 часа (4235 из них в должности КВС), 1252 из них на Boeing 767 (157 из них в качестве КВС)[13].
- Второй пилот — 44-летний Конрад Дж. Аска (англ. Conrad J. Aska), гражданин Антигуа и Барбуды. Опытный пилот, проработал в авиакомпании Atlas Air 1 год и 7 месяцев (с 3 июля 2017 года). Управлял самолётами Embraer EMB-120 Brasilia, ERJ-145, E-170, E-190 и Boeing 757. В должности второго пилота Boeing 767 — с 26 сентября 2017 года. Налетал 5073 часа (1237 из них в должности КВС), 520 из них на Boeing 767[13].

Единственным пассажиром на борту самолёта был не принимавший участия в управлении (сидел на откидном кресле в кабине экипажа) 36-летний пилот авиакомпании Mesa Airlines Шон Арчулета (англ. Sean Archuleta), который летел домой в Хьюстон, где через неделю должен был начать работу в авиакомпании United Airlines.

## Хронология событий
Рейс 5Y3591 вылетел из Майами в 10:33 CST. Согласно записи речевого самописца, управление самолётом в течение всего полёта осуществлял второй пилот, а КВС вёл переговоры с авиадиспетчерами.
В 12:30:37, когда рейс 3591 находился примерно в 117,4 километрах к юго-востоку от Хьюстона и на высоте около 5420 метров начал заход на посадку, КВС сообщил диспетчеру аэропорта Хьюстон Интерконтинентал о заходе на посадку.
В 12:34:09 авиадиспетчер сообщил пилотам метеосводку (грозовой фронт с лёгкими и сильными осадками примерно в 56 километрах) и также передал, что ожидается ухудшение погодных условий (в том же районе).
В 12:36:07 второй пилот сказал: OK… У меня только что был, э-э…, затем через 3 секунды (в 12:36:10) он передал управление самолётом командиру, сказав: Твоё управление; командир ответил: Моё управление.
В 12:37:07 второй пилот прокомментировал переключение системы пилотажных приборов (EFIS). Через 2 секунды (в 12:37:09) второй пилот сказал: OK, я вернул это обратно, а командир сказал: Теперь это вернулось. Затем второй пилот сказал: Я нажимаю кнопку EFI, она всё исправляет, КВС подтвердил это.
Во время переговоров с землёй второй пилот сообщил авиадиспетчеру, что заход на посадку будет выполняться в направлении к западу от грозового фронта, и подтвердил указания авиадиспетчера о начале снижения до высоты 914 метров. По мере того как самолёт продолжал снижение, были выдвинуты аэродинамические тормоза. Авиадиспетчер передал пилотам рейса 3591 указание повернуть налево на курс 270°; КВС подтвердил смену курса, а затем в 12:37:24 снова передал управление второму пилоту.
Затем пилоты приступили к настройке системы самолётовождения (FMS) для подхода к аэропорту Хьюстона. В 12:38:02 второй пилот сказал: Закрылки 1 и выдвинул предкрылки. Согласно данным параметрического самописца, рейс 5Y3591 снижался без отклонений до 12:38:31, когда внезапно был включён режим ухода на второй круг; в этот момент самолёт находился примерно в 64 километрах от Хьюстона на высоте около 1900 метров.
В течение следующих 6 секунд системы управления самолёта выдали команды на продвижение по тангажу и увеличение тяги двигателей в соответствии с командами режима TOGA, но пилоты не предприняли никаких действий, указывавших на намеренную активацию режима ухода на второй круг, и не предприняли действий по отключению автоматики; КВС в это время продолжал выполнять переговоры с авиадиспетчером.
Примерно в 12:38:36 аэродинамические тормоза были убраны, а затем рули высоты самолёта начали двигаться в ответ на команды ручного управления по тангажу с опусканием носа. Угол наклона носа вниз продолжал увеличиваться, и самолёт перешёл на крутое снижение. В 12:38:44 второй пилот сказал: Ой, затем повышенным голосом: Ах… (где) моя скорость, моя скорость… мы сваливаемся, а затем (в 12:38:51) крикнул: Сваливание!. На самом деле самолёт в этот момент не переходил в сваливание; согласно данным параметрического самописца, скорость и тангаж рейса 3591 не соответствовали показаниям скорости и тангажа, при которых он бы действительно находился в режиме сваливания. Кроме того, в кабине экипажа ни разу не прозвучал сигнал об опасности сваливания.
В 12:38:56 КВС спросил: Что происходит?, через 3 секунды (в 12:38:59) пилот-пассажир крикнул: Тяни на себя!; после этого рули высоты были передвинуты в соответствии с ручным управлением набора высоты и находились в таком положении в течение последних 7 секунд полёта. Пилоты не успели выровнять самолёт и в 12:39:03,9 CST рейс 5Y3591 рухнул в залив Тринити около Анауака и в 50 километрах от аэропорта Хьюстон Интерконтинентал. От удара о воду самолёт полностью разрушился, все 3 человека на его борту погибли; тела второго пилота и пилота-пассажира были найдены на месте катастрофы 25 февраля, останки КВС — 26 февраля.
Согласно сообщениям СМИ, свидетели на земле сказали, что незадолго до падения самолёта они услышали звук, похожий на гром.

## Расследование

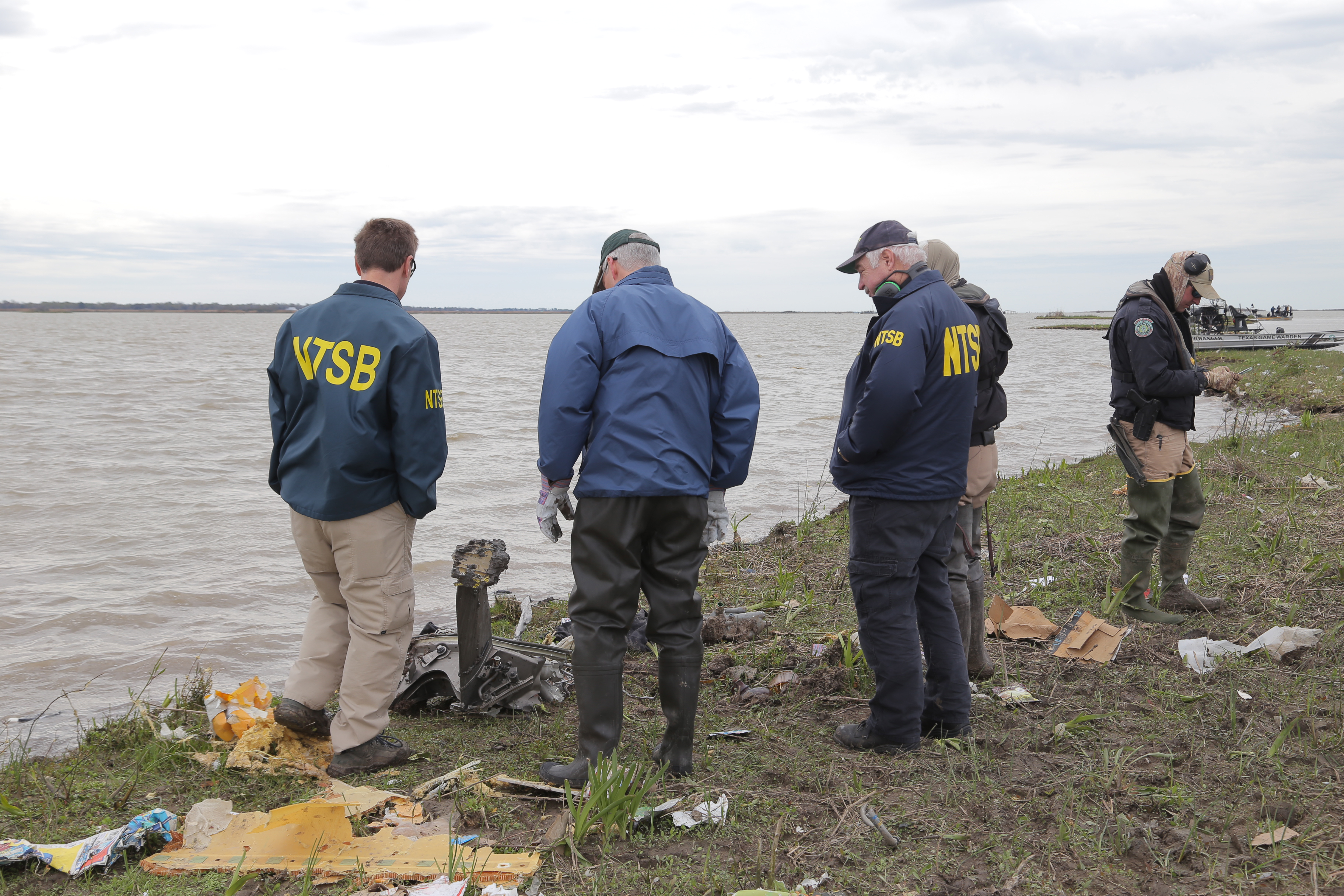
Следователи NTSB на месте катастрофы

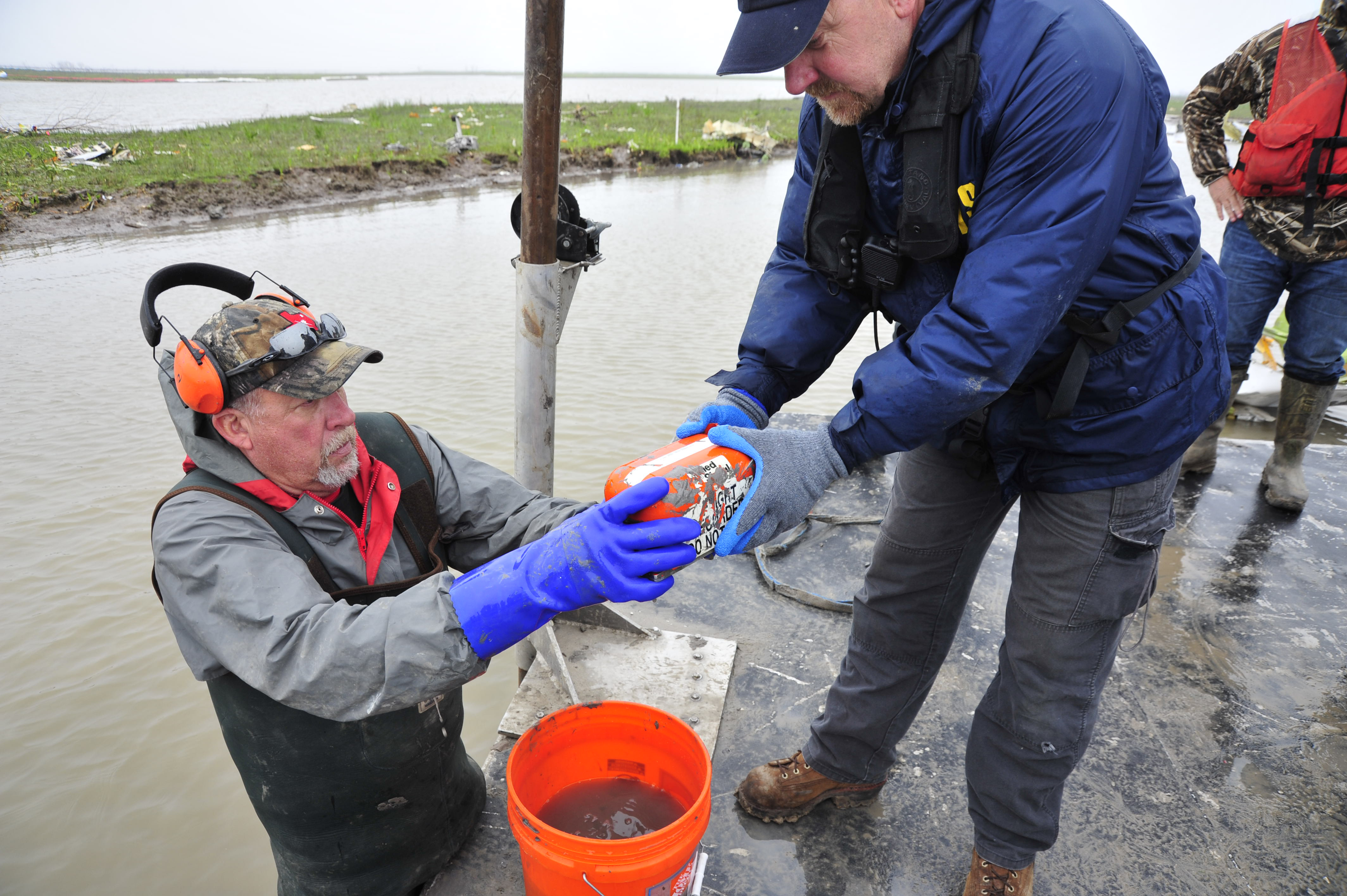
Обнаружение бортовых самописцев

Расследование причин катастрофы рейса 5Y3591 проводил Национальный совет по безопасности на транспорте (NTSB) при участии Федерального управления гражданской авиации США (FAA) и ФБР.
Поиск бортовых самописцев был поручен команде водолазов Техасского Департамента общественной безопасности (DPS), помощь ей также оказывали водолазы из полицейских департаментов Хьюстона и Бейтауна. Оба самописца были найдены 3 марта и были отправлены в лабораторию NTSB для анализа и расшифровки. Ликвидация последствий катастрофы заняла несколько месяцев.
К ноябрю 2019 года причина катастрофы оставалась неустановленной. В момент катастрофы недалеко от места падения самолёта наблюдались грозы, но такие условия для аэропорта Хьюстон Интерконтинентал считаются обычным явлением. Пикирование самолёта за несколько секунд до падения в залив Тринити было снято камерами наружного наблюдения тюрьмы округа Чемберс.
Помощь NTSB в расследовании также предложили оказать компания «Boeing», Национальная ассоциация авиадиспетчеров США (NATCA), профсоюз International Brotherhood of Teamsters и Международная ассоциация пилотов (ALPA), а также компания «General Electric» (производитель двигателей разбившегося самолёта).
После прослушивания записи речевого самописца рейса 5Y3591 представитель NTSB заявил, что «переговоры экипажа, свидетельствующие о потере управляемости, начались примерно за 18 секунд до окончания записи». 12 марта представитель NTSB сообщил, что «в ответ на отклонение штурвальной колонки, в течение следующих 18 секунд угол тангажа на пикирование достиг 49 градусов»; позднее в тот же день формулировка поменялась на «в ответ на отклонение руля высоты на пикирование…».
19 декабря 2019 года NTSB обнародовал 3000-страничный предварительный отчёт, содержавший всю собранную за время расследования информацию. В отчёте были данные об эксплуатации самолёта, описание действий экипажа, расшифровки бортовых самописцев и исследование звукового спектра. Публикация окончательного отчёта расследования была отложена на неопределённый срок.

### Окончательный отчёт расследования
Причина катастрофы была объявлена в ходе общественного собрания NTSB, прошедшего 14 июля 2020 года. Согласно предоставленной информации, катастрофа рейса 5Y3591 произошла в результате ошибочных действий второго пилота на непреднамеренную активацию им же режима ухода самолёта на второй круг. Это привело к потере у него пространственной ориентации (он ошибочно решил, что самолёт переходит в режим сваливания), из-за чего он перевёл штурвал в положение «от себя», что вызвало резкое и крутое пикирование самолёт, из которого пилоты так и не смогли его вывести. NTSB продемонстрировала анимацию катастрофы, показывающую весь полёт рейса 3591 от активации режима TOGA до его падения в залив Тринити, произошедшего 31 секундами позже.
Сопутствующими факторами стали:
- Отсутствие со стороны КВС должного контроля за параметрами полёта и его неспособность своевременно принять на себя управление для исправления возникшей ситуации. Этому способствовали системные недостатки авиационной отрасли — в частности, отсутствие должной системы отбора и оценивания способностей пилотов, включая возможность адекватно действовать в стрессовых ситуациях.
- Неспособность FAA своевременно внедрить базу данных характеристик пилотов[32][33][34].

Окончательный отчёт расследования NTSB был опубликован 6 августа 2020 года.

NTSB определяет, что вероятной причиной этой аварии стала неадекватная реакция второго пилота на непреднамеренную активацию режима ухода на второй круг, что привело к его пространственной дезориентации и опущению носа вниз, что привело к резкому снижению самолёта, с которым экипаж не справился. Причиной аварии также стала неспособность командира должным образом контролировать траекторию полета самолёта и взять на себя управление самолётом, чтобы эффективно вмешаться. Этому также способствовали системные недостатки в методах отбора и оценки эффективности в авиационной отрасли, которые не учитывали недостатки, связанные со способностями второго пилота, и неадаптивную реакцию на стресс. Также причиной аварии стала неспособность Федерального управления гражданской авиации внедрить базу данных записей пилотов достаточно надёжным и своевременным образом.
Оригинальный текст (англ.)The NTSB determines that the probable cause of this accident was the inappropriate response by the first officer as the pilot flying to an inadvertent activation of the go-around mode, which led to his spatial disorientation and nose-down control inputs that placed the airplane in a steep descent from which the crew did not recover. Contributing to the accident was the captain's failure to adequately monitor the airplane's flightpath and assume positive control of the airplane to effectively intervene. Also contributing were systemic deficiencies in the aviation industry's selection and performance measurement practices, which failed to address the first officer's aptitude-related deficiencies and maladaptive stress response. Also contributing to the accident was the Federal Aviation Administration's failure to implement the pilot records database in a sufficiently robust and timely manner.

## Судебные иски
- 20 мая 2019 года родственники погибшего пилота-пассажира Шона Арчулеты подали в федеральный суд иск против компаний Amazon Air и Atlas Air, обвинив их в небезопасной эксплуатации разбившегося самолёта[35].
- 19 сентября того же года семья погибшего второго пилота Конрада Дж. Аски также подала в суд на эти обе авиакомпании, обвинив их в преступной халатности, повлёкшей за собой катастрофу[36].

## Культурные аспекты
Катастрофа рейса 3591 Atlas Air показана в 23 сезоне канадского документального телесериала Расследования авиакатастроф в серии Катастрофа с доставкой.